# Karl Erik Ekselius

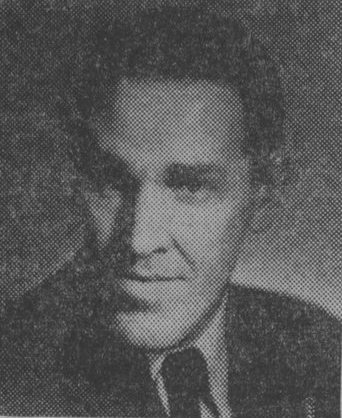
Karl Erik Ekselius

Karl Erik Ekselius (* 28. Dezember 1914 in Ålesund; † 9. August 1998 in Torekov) war ein schwedischer Möbeldesigner. Er war Vertreter des Skandinavischen Designs und des Mid-century modern.

## Leben und Werk
Ekselius machte in den 1930er Jahren in Deutschland eine Ausbildung zum Tischler und besuchte die Carl Malmstensskolan für Möbelbau in Stockholm. Zunächst arbeitete er als Entwerfer für den Möbelhersteller J. O. Carlsson in Vetlanda, bis er schließlich 1961 das Unternehmen übernahm. Eskelius entwarf Möbel wie Esstische, Anrichten, Stühle, Couchtische, Sessel und Bürostühle, die er als passend für jedes Heim oder Arbeitsumfeld ansah. Für seine Holzmöbel verwendete er gerne gemasertes Teak- und Rosenholz sowie gebürstetes Aluminium, verchromtes Metall und weiches Leder für einige seiner Sitzmöbel. 
Auf der Helsingborger Ausstellung 1955 erhielt er internationale Anerkennung. Er entwarf Möbel für die Dag-Hammarskjöld-Bibliothek im Hauptquartier der Vereinten Nationen in New York. Sein Sessel Fåtölj ist seit 1999 im Schwedischen Nationalmuseum, Stockholm ausgestellt. Andere seiner Arbeiten trugen Titel wie Mondo (Sessel, 1960–1969), Skåp (Anrichte) oder Krysset (Couchtisch, 1952).